# Briege McKenna
Søster Briege McKenna, OSC er født i Irland 1946 og blev optaget i klarisserordenen allerede som 15-årig. Hun led af invaliderende leddegigt (latin: reumatoid arthritis) gennem flere år, og efter tre år, blev hun overført til Klarisser-søstrenes ordenssamfund i Tampa, Florida i håb om, at Floridas solskin ville lindre hendes lidelser. 24 år gammel blev hun mirakuløst og øjeblikkeligt helbredt under fejringen af den hellige nadver (eukaristien) og nogen tid senere modtog hun i bøn, helbredelsens nådegave, som hun siden hen er blevet så kendt for. Søster Briege McKenna har med sine nådegaver kunne gøre stor forskel for mange mennesker. Hun rejser fortsat over hele verden og beder om helbredelse for folk.
I 1974 igen under bøn, blev hun givet en dyb åndelig indsigt til at bede for præster og præsters virke. Siden da har biskopper og præster i mange dele af verden inviteret hende til at tale og bistå under præste-retræter.
I 1987 udkom hendes bog Miracles Do Happen, på dansk i 1996 med titlen Er miraklernes tid forbi? Det er hendes egen beretning. I 2009 udkom hendes bog The Power of the Sacraments, på dansk i 2010 med titlen Sakramenternes guddommelige kraft. På sin egen karismatiske måde fortæller Søster Briege McKenna om, hvordan Gud handler gennem sakramenterne: "Intet kan erstatte sakramenternes guddommelige kraft. De ledsager os på hele vores åndelige livsvej. De bringer os i kontakt med Jesus, som helbreder, helliggør, nærer og opbygger sit folk". Begge bøger er udgivet på Katolsk Forlag, København.
Søster Briege McKenna har været i Danmark flere gange. Senest i foråret 2010.